# واحة النخيل
واحة النخيل أو "حديقة مائة نخلة" هي حديقة بلدية غير مسيجة تقع بين حديقة الوطن و حديقة اليمامة في حي الفوطة بمدينة الرياض، المملكة العربية السعودية. تم افتتاح الحديقة في عام 1999، وتتميز بوجود 100 شجرة نخيل تم زراعتها لإحياء ذكرى مئوية معركة الرياض في عام 1902، والتي تلتها تأسيس إمارة الرياض على يد الملك عبد العزيز آل سعود. تعد واحة النخيل واحدة من ثماني حدائق ومتنزهات بلدية في مركز الملك عبد العزيز التاريخي، وهي تقع في الجزء الجنوبي المركزي للمجمع، وتطل على طريق الملك سعود و ساحة المربع في حديقة المتحف الوطني.

## نظرة عامة
الحديقة تحدها **حديقة الوطن** من الشرق و **حديقة اليمامة** من الغرب. تقع على **طريق الملك سعود** وتطل على **ساحة المربع** في **حديقة المتحف الوطني**. بدأ العمل في الحديقة في بداية مايو 1997 من قبل **هيئة تطوير الرياض** تحت إشراف **أمير الرياض** آنذاك، الأمير **سلمان بن عبد العزيز**. تم افتتاح **حديقة واحة النخيل** في عام 1999 بعد تأسيس **مركز الملك عبد العزيز التاريخي** في عهد الملك **فهد بن عبد العزيز**.
تم زرع الحديقة بـ 100 شجرة نخيل تكريماً لذكرى **المئوية** لتأسيس إمارة الرياض، وهي النسخة الأولى من **المملكة العربية السعودية الحديثة**، بعد انتصار ابن سعود على **إمارة حائل** المدعومة من العثمانيين. انتصار ابن سعود في **معركة الرياض** عام 1902 كان بمثابة تمهيد لتوحيد **المملكة العربية السعودية** بعد نحو ثلاثين عاماً، في عام 1932.